# Famille de Chanaleilles
La famille de Chanaleilles est une famille de la noblesse française, d'extraction chevaleresque, originaire du Velay et du Vivarais, éteinte en 1925.
Son nom a été relevé par adoption par la famille Colas de Brouville.

## Origine
La famille de Chanaleilles a pour origine la seigneurie de Chanaleilles, en Haute-Loire, près de Saugues, dans la Margeride, à la limite de la Lozère.
D'après les preuves produites pour les Honneurs de la Cour en 1785, la famille de Chanaleilles remonterait à Guillaume II de Chanaleilles qui rendit hommage de sa terre de Chanaleilles en 1130 à l'église Notre Dame du Puy.
L'abbé Chambon rédigea au XVIIIe siècle une généalogie de la famille de Chanaleilles qu'il fait remonter à 811, et qui a été publiée en 1873 par Charles Poplimont.
Louis de la Roque écrit à ce sujet en 1882 : 

« L'abbé Chambon commence la généalogie de la maison de Chanaleilles à Haldafrigedus de Canecheliœ vivant en 811, ainsi que nous l'avons dit plus haut. De nombreux actes cités par cet auteur permettent d'établir l'existence d'une série de seigneurs de Chanaleilles du IXe siècle au commencement du XIIe, mais les rapports de parenté qui reliaient entre eux ces différents seigneurs ne sont pas démontrés d'une manière très rigoureuse en bien des points, si bien que malgré toutes les probabilités qui militent en faveur de la filiation donnée par l'abbé Chambon, on ne peut affirmer que la terre de Chanaleilles n'ait pas donné son nom à plusieurs familles différentes. La maison de ce nom représentée aujourd'hui et qui est une des plus illustres du Languedoc n'a prouvé sa filiation non interrompue que depuis l'année 1205. Elle a fait cette preuve pour les honneurs de la Cour en 1785 et pour être admise aux États de Languedoc. »

D'après le Grand Armorial de France d'Henri Jougla de Morenas, la famille de Chanaleilles prouve sa filiation depuis Raymond de Chanaleilles, seigneur de la Valette, vivant en 1274.

## Personnalités
- Guillaume II de Chanaleilles, chevalier du Temple en 1153. Il fit donation à son ordre du domaine de Varneris qu'il avait acquis, et comme ce fief relevait de la Couronne, Louis VII approuva cette donation et la scella de son sceau royal.
- Pierre de Chanaleilles, seigneur du Pin, de Vals, vivant en 1478. Grand bailli d'épée du Vivarais et du Valentinois. Ce fut en récompense de son dévouement et de ses services que le Roi Charles VII réunit en 1437 la charge de bailli d'épée du Valentinois à celle du Vivarais dont il était déjà en possession depuis 1427[2].
- Charles de Chanaleilles, seigneur du Villard, maréchal des camps et armées du roi en 1734[5].
- Charles François Guillaume de Chanaleilles (1767-1845), baron d'Empire (1810), puis marquis de Chanaleilles (1817), reçu en 1794 chevalier de justice honoraire ou non profès de l'Ordre de Saint-Jean de Jérusalem. Capitaine des vaisseaux du roi, Pair de France, chevalier de l'Ordre de Saint-Louis, officier de la Légion d'honneur[6], conseiller général de l'Ardèche[2].
- Sosthène de Chanaleilles (1808-1893), marquis de Chanaleilles, page du roi Louis XVIII, lieutenant du 4e régiment de chasseurs d'Afrique, officier de la Légion d'Honneur, conseiller général de l'Ardèche[2]. Il existe à Paris, dans le 7e arrondissement, la rue de Chanaleilles, laquelle évoque sa mémoire.
- Adolphe Gustave de Chanaleilles (1809-1873), général de brigade.

## Armes
D'or, à trois lévriers courants de sable colletés d'argent l'un sur l'autre

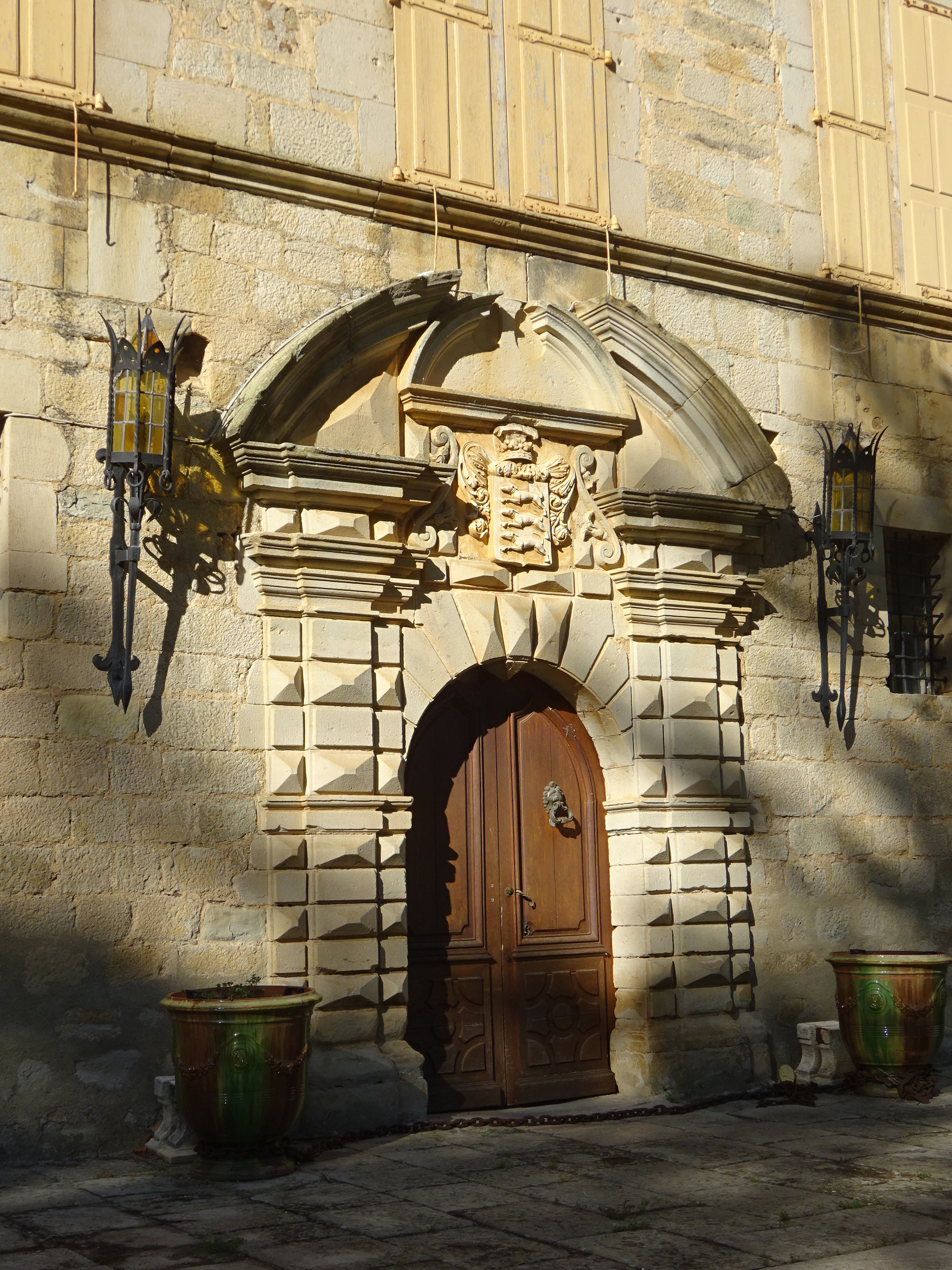
Château de Chambonas

## Titres
- Baron d'Empire le 9 janvier 1810
- Marquis héréditaire le 30 mai 1817